# Gran Sasso d’Italia
Gran Sasso d’Italia (Stânca Mare a Italiei) este un masiv muntos din Parcul național Gran Sasso și Monti della Laga, regiunea Abruzzo, Italia. Vârful cel mai înalt din masiv fiind Corno Grande cu altitudinea de 2912 m deasupra n.m. El fiind în același timp și cel mai înalt pisc din Apenini.